# Ampithoe longimana
Ampithoe longimana is een vlokreeftensoort uit de familie van de Ampithoidae. De wetenschappelijke naam van de soort is voor het eerst geldig gepubliceerd in 1873 door Smith.